# Pentti Linnosvuo
Pentti Tapio Akseli Linnosvuo (* 17. März 1933 in Vaasa; † 13. Juli 2010 in Helsinki) war ein finnischer Sportschütze, der zwei olympische Goldmedaillen und eine Silbermedaille gewann.
Mit 19 Jahren trat Linnosvuo bei den Olympischen Spielen 1952 in Helsinki mit der Schnellfeuerpistole an und belegte mit 577 Ringen den fünften Platz, zwei Ringe hinter dem ungarischen Sieger Károly Takács. 1954 bei der Weltmeisterschaft gewann Linnosvuo Bronze mit der Schnellfeuerpistole im Einzelwettbewerb und ebenfalls Bronze mit der Mannschaft. Bei den Olympischen Spielen 1956 in Melbourne wurde Linnosvuo Vierter mit der Schnellfeuerpistole; mit 581 Ringen lag er sechs Ringe hinter dem rumänischen Olympiasieger Ștefan Petrescu. Linnosvuo trat auch im Wettkampf mit der Freien Pistole an und gewann Gold mit 556 Ringen bei gleicher Ringzahl zum zweitplatzierten Machmud Omarow aus der Sowjetunion.
Bei den Olympischen Spielen 1960 in Rom belegte Linnosvuo mit der Freien Pistole den 13. Platz mit 539 Ringen. Mit der Schnellfeuerpistole erreichten drei Schützen jeweils 587 Ringe; im Stichkampf gewann der US-Amerikaner William McMillan Gold vor Linnosvuo und Alexander Sabelin aus der Sowjetunion. 1964 bei den Olympischen Spielen in Tokio startete Linnosvuo nur mit der Schnellfeuerpistole. Mit olympischem Rekord von 592 Ringen gewann er seine zweite olympische Goldmedaille, die erste mit der Schnellfeuerpistole. 1968 in Mexiko-Stadt belegte Linnosvuo mit 587 Ringen bei seiner fünften Olympiateilnahme noch einmal den elften Rang.
Linnosvuo ist der einzige Sportschütze außer Alfred Lane, dem dies bei den Olympischen Spielen 1912 in Stockholm gelang, der sowohl mit der Freien Pistole und mit der Schnellfeuerpistole olympisches Gold gewinnen konnte. 
Linnosvuo studierte an der Universität Helsinki Ökonomie und war später im Papiergeschäft tätig. Daneben wurde er auch als Trainer in Norwegen und in der Bundesrepublik Deutschland berufen.